# Klaus-Dietrich Flade
Klaus-Dietrich Flade (né le 23 août 1952) est officier de l'armée allemande et spationaute.

## Biographie
Il obtient d'abord un brevet de pilote puis un brevet de chimiste.
En 1990, après une formation de dix-huit mois dans le centre spatial de la Cité des étoiles (près de Moscou), il est sélectionné pour devenir cosmonaute (2e groupe du DLR).
Il est aujourd'hui pilote essayeur d'Airbus.

## Vol réalisé
Le 17 mars 1992, il prend place à bord du vol Soyouz TM-14, et participe à la mission MIR-92 (Мир'92) en tant que scientifique. Il est ainsi le premier allemand de l'Allemagne réunifiée à voler vers la station spatiale Mir.